# Шадар Логот
Шадар Логот (на английски: Shadar Logoth) е някогашен велик град, наричан Аридол в развитието на сюжета на „Окото на света“ (първата книга от фентъзи-поредицата Колелото на времето от американския писател Робърт Джордан). Сега разрушен и необитаем, той е убежище на огромното зло, Машадар, което някога го е разрушило. Нито един предмет не е безопасно да бъде изнесен от него, защото покварата съдържаща се във всяко камъче на града превръща неопитните минувачи в хора принудени само да убиват.
В Шадар Логот Моарейн Седай, Ранд и приятелите му се натъкват на Машадар, огромен, невиждащ и немислещ, а докосването му убива. Айез Седай не може да го уязви с Единствената сила и затова групата е принудена да се раздели.